# 王均 (语言学家)
王均（1922年—2006年），原名王鋆，字少恭，男，江苏南通人，中国语言学家，曾任国家语言文字工作委员会副主任、中国语言学会常务理事。
曾主编《壮侗语族语言简志》（1984）、《当代中国的文字改革》（1995）等著作。